# رومولو کوستا
رومولو کوستا (ایتالیایی: Romolo Costa؛ ‏ ۲۶ فوریهٔ ۱۸۹۷ – ۱ ژانویهٔ ۱۹۶۵) هنرپیشه اهل ایتالیا بود.
از فیلم‌هایی که وی در آن نقش داشته‌است، می‌توان به فولاد، دبران، سواره‌نظام، صدای بی رخ، دکتر آنتونیو، همچون برگ‌ها، ورای عشق، نغمه‌های جاویدان و خیمه‌شب‌بازی اشاره کرد.